# МСК+7
| KALT | МСК−1 (калининградское время)  | MSK–1 (UTC+2)  | 12:22 |
| MSK  | МСК (московское время)         | MSK+0 (UTC+3)  | 13:22 |
| SAMT | МСК+1 (самарское время)        | MSK+1 (UTC+4)  | 14:22 |
| YEKT | МСК+2 (екатеринбургское время) | MSK+2 (UTC+5)  | 15:22 |
| OMST | МСК+3 (омское время)           | MSK+3 (UTC+6)  | 16:22 |
| KRAT | МСК+4 (красноярское время)     | MSK+4 (UTC+7)  | 17:22 |
| IRKT | МСК+5 (иркутское время)        | MSK+5 (UTC+8)  | 18:22 |
| YAKT | МСК+6 (якутское время)         | MSK+6 (UTC+9)  | 19:22 |
| VLAT | МСК+7 (владивостокское время)  | MSK+7 (UTC+10) | 20:22 |
| MAGT | МСК+8 (магаданское время)      | MSK+8 (UTC+11) | 21:22 |
| PETT | МСК+9 (камчатское время)       | MSK+9 (UTC+12) | 22:22 |

МСК+7, московское время плюс 7 часов — время 9-й часовой зоны России, соответствует UTC+10. С 2000-х годов используется также неофициальное название «владивостокское время».
Это время применяют Республика Саха (Якутия) (Верхоянский район, Оймяконский улус и Усть-Янский улус), Приморский край, Хабаровский край и Еврейская автономная область.

## История
На территории России время, опережающее на 7 часов московское время (МСК+7), стало применяться с 1919—1924 годов, когда в стране вводилась международная система часовых поясов.
К 1960-м годам время МСК+7 перестало применяться в Сахалинской области — на острове Сахалин стало действовать время МСК+8.

### Время МСК+7 относительно UTC
Начиная с указанной даты:
- 02.05.1924 — UTC+9;
- 21.06.1930 — UTC+10;
- 01.04.1981 — UTC+11 (летнее), UTC+10 («зимнее»);
- 31.03.1991 — UTC+10 (летнее), UTC+9 («зимнее»);
- 19.01.1992 — UTC+10;
- 29.03.1992 — UTC+11 (летнее), UTC+10 («зимнее»);
- 27.03.2011 — UTC+11 (летнее);
- 31.08.2011 — UTC+11;
- 26.10.2014 по настоящее время — UTC+10.

### Время МСК+7 в регионах
По состоянию на данный год или начиная с указанной точной даты — для краткости указан административный центр региона (по административно-территориальному делению на 2015 год):
- 1947 — Биробиджан, Владивосток, Хабаровск, Южно-Сахалинск (о. Сахалин), а также районы Якутии[3].
- 1962 — Биробиджан, Владивосток, Хабаровск, а также районы Якутии[4].
- 30.03.1997 — Биробиджан, Владивосток, Хабаровск, Южно-Сахалинск (о. Сахалин), а также районы Якутии.
- 26.10.2014 — Биробиджан, Владивосток, Магадан, Хабаровск, Южно-Сахалинск (о. Сахалин), а также районы Якутии.
- 27.03.2016 — Биробиджан, Владивосток, Магадан, Хабаровск, а также районы Якутии.
- 24.04.2016 по настоящее время — Биробиджан, Владивосток, Хабаровск, а также районы Якутии[* 3].

В 1981—1982 годах в Якутии происходили изменения, связанные с восстановлением утраченного «декретного часа» в ряде районов (улусов) к востоку от Якутска. В газетах назывались Усть-Майский, Усть-Алданский и Оймяконский районы, где часы не должны были переводиться на час назад 1 октября 1981 года. Однако сведений для представления действительных событий в этот период недостаточно.

## Часовая зона МСК+7
- Якутия (ряд районов)
- Приморский край
- Хабаровский край
- Еврейская автономная область